# 정수봉
정수봉(1989년 12월 17일 ~ )은 전 KBO 리그 kt 위즈의 야구 선수다.

## 출신 학교
- 영도초등학교
- 대동중학교
- 개성고등학교
- 경성대학교

## 같이 보기
- 2014년 Kt 위즈 시즌